# Stanic (Bari)
Stanic - Villaggio del Lavoratore è un quartiere di Bari, appartenente dal 2014 al III municipio (ex II circoscrizione).

## Geografia fisica
Il quartiere si trova nella periferia nord-ovest della città a 8 km dal centro della città e confina:
- a nord-ovest con il quartiere San Paolo;
- a nord con il quartiere Marconi - San Girolamo - Fesca;
- a nord-est con il quartiere Libertà;
- a est con il quartiere Picone;
- a sud-est con il quartiere Carbonara di Bari;
- a sud-ovest con il comune di Modugno.

Il Quartiere Stanic, inoltre, confina a nord con l'inizio del Canale Lamasinata, a est con una vasta zona agricola seguita da un centro commerciale, a sud con la ferrovia che la chiude in un ideale quadrato con la tangenziale di Bari e la conseguente zona industriale a ovest.

## Storia e peculiarità
Nel 1951, a seguito del nono censimento generale della popolazione italiana, il Consiglio comunale di Bari si adoperò a individuare e a nominare i quartieri della città sulla base delle consuetudini dell'epoca. In quella occasione fu ufficialmente riconosciuta la formazione di un nuovo quartiere, comunemente chiamato Stanic per la presenza, in quella zona, di una raffineria di carburanti costruita verso la fine degli anni trenta, denominata a quei tempi "Anic" (Azienda Nazionale Idrogenizzazione Combustibili, del gruppo Eni).
Il quartiere conta poche migliaia di abitanti in quanto è in prevalenza occupato da insediamenti industriali. Principalmente si sviluppa sulla via intitolata a Bruno Buozzi, la principale arteria stradale, che collega il centro di Bari con lo stesso Stanic, la zona industriale e per finire il comune di Modugno, dove la strada cambia denominazione in Strada Statale 96.
Il quartiere Stanic, sarà dotato della stazione "Bari Villaggio del Lavoratore" di RFI che verrà aperta al pubblico a breve e in futuro anche dalle FAL. Il quartiere, è servito dall'azienda di trasporto cittadino AMTAB; è presente anche una diramazione per raggiungere velocemente il quartiere San Paolo poco distante. Stanic è tristemente associato dai baresi all'industria e ai danni ambientali che ne derivano, infatti, proprio accanto alle zone residenziali, sorgevano grossi stabilimenti (molti dei quali sono causa anche di un pesante inquinamento atmosferico) le cui emissioni dannose in alcuni giorni rendevano l'aria pressappoco irrespirabile. La carenza di strutture sociali è invece parzialmente compensata dalla presenza a Stanic del Teatro Kismet.
Sono infine da ricordare alcuni antichi insediamenti rupestri che si trovano nel quartiere: tra i più importanti vi sono le tracce di un basolato antico della famosa via Traiana, nei pressi di Contrada Prete, e la rurale chiesetta romanica di San Giorgio Martire, situata nell'omonima strada e appartenente all'XI secolo, al di sotto della quale è presente un esteso ipogeo.
Purtroppo entrambi i siti versano in uno stato di totale abbandono.

## Mezzi pubblici
È possibile raggiungere il quartiere Stanic - Villaggio del Lavoratore con i seguenti mezzi pubblici:
- Linee di autobus dell'AMTAB: 3, 7, 13, 14, 16, 71;
- Tangenziale di Bari SS 16, uscite 7 e 7B;
- Stazione "Villaggio del lavoratore"